# Heteropoda richlingi
Heteropoda richlingi là một loài nhện trong họ Sparassidae.
Loài này thuộc chi Heteropoda. Heteropoda richlingi được Peter Jäger miêu tả năm 2008.